# 标致雪铁龙PF2平台
标致雪铁龙PF2平台是标致雪铁龙集团使用一款全球通用紧凑型轿车平台。用于PSA开发的前轮驱动或四轮驱动、横置发动机的紧凑型汽车。第一个使用该平台的是2001款标致307。
该平台正在逐渐被淘汰，从2013年开始正在逐步由标致雪铁龙EMP2平台替代，新平是原有PF2和PF3平台的模块化整合。

## 车型
基于PF2平台的相关车型 :
- 原尺寸：
  - 2001–2008 标致307
  - 2004-2010 雪铁龙C4
  - 2007-2013 标致308
  - 2009 标致3008
  - 2009-2012 雪铁龙C4轿车版（世嘉三厢版）
  - 2010 标致RCZ
  - 2010 雪铁龙C4 II
  - 2011 雪铁龙DS4

- 扩展型：
  - 2002–2008 标致307 SW
  - 2006-2013 雪铁龙C4毕加索
  - 2006-2013 雪铁龙C4轿车版（雪铁龙凯旋）
  - 2008 雪铁龙Berlingo
  - 2008 标致Partner
  - 2008-2014 标致308 SW
  - 2009 标致5008
  - 2010 标致408
  - 2011 雪铁龙DS5
  - 2012 雪铁龙C4 L